# Tetraclaenodon
Tetraclaenodon és un gènere extint de mamífers condilartres de la família dels fenacodòntids que visqueren a Nord-amèrica durant el Paleocè. Se n'han trobat restes fòssils al Canadà i els Estats Units. Les espècies d'aquest grup eren més o menys de la mida d'un gos. Les dents molars tenien l'hipocon ben desenvolupat, però, a diferència del que passava en els seus parents propers, mancaven de mesostil. La taxonomia dels condilartres és controvertida i hi ha científics que rebutgen aquest ordre com a polifilètic. En cas de ser així, Tetraclaenodon podria ser un perissodàctil basal. Aquesta hipòtesi es basa principalment en l'absència del mesostil.